# Курьер (фильм, 1986)
«Курьер» — советская лирическая комедия 1986 года режиссёра Карена Шахназарова по сценарию Александра Бородянского и одноимённой повести самого Шахназарова, опубликованной в апрельском номере журнала «Юность» в 1982 году. Фильм посвящён проблемам современной молодёжи и был снят Творческим объединением комедийных и музыкальных фильмов киностудии «Мосфильм» в период с мая по сентябрь 1986 года. Является одним из первых советских фильмов, в котором был показан брейк-данс.
С 15 по 28 декабря 1986 года в рамках эксперимента, проведённого киностудией «Мосфильм» совместно с Управлением кинофикации исполкома Моссовета, фильм был показан в пяти кинотеатрах Москвы задолго до выхода на широкий экран с целью скорректировать планы его широкой демонстрации. В широкий прокат картина вышла в мае 1987 года, а первый показ состоялся в московском кинотеатре «Россия» 29 апреля 1987 года. Телевизионная премьера фильма состоялась 12 ноября 1989 года по Первой программе ЦТ. В 2020 году фильм был выпущен в повторный прокат.
10 мая 1987 года фильм получил приз детского жюри и приз ЦК ЛКСМ Грузии «За увлекательное и остроумное решение сложной темы становления личности молодого человека» на XX Всесоюзном кинофестивале в Тбилиси. 17 июля 1987 года фильм получил «Специальный приз жюри» на конкурсе полнометражных художественных фильмов на Московском международном кинофестивале. Председатель жюри Роберт Де Ниро хотел присудить Фёдору Дунаевскому «Приз за лучшее исполнение мужской роли», но Георгий Данелия наложил вето на это решение. В мае 1988 года был выбран «лучшим фильмом 1987 года» читателями журнала «Советский экран», а актёр Фёдор Дунаевский занял четвёртое место на звание «Лучшего актёра года». По данным журнала, «Курьер» стал лидером по кассовым сборам среди советских полнометражных фильмов, выпущенных во втором квартале 1987 года: за 12 месяцев проката фильм посмотрело 34 миллиона зрителей. 17 декабря 1988 года был номинирован на премию «Ника» за лучшую музыку к фильму (композитор Эдуард Артемьев). 20 декабря 1988 года был награждён Государственной премией РСФСР имени братьев Васильевых. В 1988 году Всесоюзное объединение по экспорту и импорту кинофильмов «Совэкспортфильм» отобрало фильм для экспорта в социалистических странах под названием «Messenger boy». По словам Дунаевского, в октябре 1993 года во время проведения Шанхайского кинофестиваля в Китае он узнал о том, что фильм посмотрело 400 миллионов зрителей.

## Сюжет
Москва, 1986 год. Супруги Мирошниковы разводятся. Их сын, Иван Мирошников, остаётся с матерью. Только что окончивший школу и проваливший экзамен в институт, куда он не очень-то и стремился, Иван начинает свою трудовую биографию. Мать устроила его на должность курьера в журнале «Вопросы познания». В первый рабочий день его отправляют доставить рукопись профессору Кузнецову, но Иван встречает в метро своего друга Базина, и в итоге сильно опаздывает с доставкой рукописи. Дома у профессора он знакомится с его дочерью Катей, и они быстро находят общий язык. Во время следующего визита за рукописью курьера приглашают пообедать с семьёй Кузнецовых. Но прямые и своеобразные высказывания Ивана приводят профессора в негодование. Кузнецов грубо выгоняет парня. На прощание Катя говорит Ивану, что позже позвонит ему.
Молодые люди начинают встречаться. Они знакомятся с друзьями друг друга, однако им обоим не удаётся вписаться в эти компании. Иван и его близкие — небогаты и проводят время в «бюджетных» развлечениях, а Катя — представитель «золотой молодёжи» с соответствующими интересами и ценностями. В один из дней Иван гостит у Кати, они развлекаются у пианино. Ребят застаёт отец Кати. Профессор сообщает, что он настаивает на прекращении всех отношений со своей дочерью, поскольку Иван плохо на неё влияет, на что Иван сообщает, что Катя от него беременна, и просит у профессора её руки. Это неправда, но профессор верит словам Ивана. На следующий день Иван находит Катю возле МГУ и пытается извиниться за свою выходку, но выясняется, что Катя подтвердила родителям слова Ивана.
Вечером Иван приходит с цветами на день рождения к Кате, чтобы извиниться перед её семьёй. Он, неожиданно для себя, присоединяется к гостям и близкому окружению Кузнецовых. Разговор у гостей заходит о современности и молодёжи. Беседа переходит в выяснение отношений и неловкое признание Кати в том, что её мечты далеки от высоких стремлений. Сорвавшись, девушка бросается на улицу, прочь от гостей. Иван выбегает вслед и находит её недалеко от дома. И здесь Катя просит Ивана, чтобы он к ней больше не приходил и не звонил.
По дороге к дому Иван встречает своего друга Базина и спрашивает, о чём тот мечтает. Базин сообщает, что мечтает купить пальто, поскольку вскоре наступит зима, а у него только куртка, в которой он простужается. Немного подумав, Иван дарит другу своё пальто и советует мечтать о чём-нибудь великом, а не об одежде. Иван идёт по двору, останавливается и видит вернувшегося из Афганистана солдата с обожжённым лицом и боевыми наградами — впереди самого Ивана ждёт служба в армии.

## В ролях
| Актёр                                             | Роль                                            |
| ------------------------------------------------- | ----------------------------------------------- |
| Фёдор Дунаевский                                  | Иван Мирошников                                 |
| Анастасия Немоляева                               | Катя Кузнецова                                  |
| Олег Басилашвили                                  | отец Кати Семён Петрович Кузнецов               |
| Инна Чурикова                                     | мать Ивана Лидия Алексеевна Мирошникова         |
| Светлана Крючкова                                 | секретарь редакции Зинаида Павловна             |
| Александр Панкратов-Чёрный                        | главный редактор Степан Афанасьевич Макаров     |
| Владимир Меньшов                                  | гость на дне рождения Кати Олег Николаевич      |
| Алевтина Евдокимова                               | мать Кати Мария Викторовна Кузнецова            |
| Евдокия Урусова                                   | бабушка Кати Агнесса Ивановна                   |
| Владимир Смирнов                                  | друг Ивана Николай Базин                        |
| Андрей Вертоградов                                | отец Ивана Фёдор Иванович Мирошников            |
| Элеонора Зубкова                                  | гостья на дне рождения Кати                     |
| Николай Корнаухов                                 | работник отдела кадров                          |
| Лариса Курдюмова                                  | гостья-певица на дне рождения Кати              |
| Олимпиада Калмыкова                               | гостья на дне рождения Кати                     |
| Вера Сотникова                                    | любовница отца Ивана Наташа                     |
| Алика Смехова                                     | подруга Кати Нина                               |
| Михаил Рогов                                      | председатель приёмной комиссии                  |
| Сергей Чонишвили                                  | приятель Кати Илья                              |
| Лев Лужковский                                    | член приёмной комиссии (в титрах не указан)     |
| Аркадий Идес                                      | гость на дне рождения Кати (в титрах не указан) |
| Дмитрий Шумилов                                   | эпизод (в титрах не указан)                     |
| Владимир Дёмин                                    | бармен (в титрах не указан)                     |
| Алёна Хмельницкая                                 | девушка на вечеринке (в титрах не указана)      |
| танцоры брейк-данса студии Дома культуры «Правда» | финальная сцена (в титрах не указаны)           |
| Олег Смолин (брейк-данс-коллектив «Меркурий»)     | каратист Игорь (в титрах не указан)             |

## Съёмочная группа
- Автор сценария: Александр Бородянский[7][1]
- Режиссёр-постановщик: Карен Шахназаров
- Оператор-постановщик: Николай Немоляев
- Художник-постановщик: Константин Форостенко
- Композитор: Эдуард Артемьев
- Звукооператор: Виталий Шмелькин

## Съёмки фильма
После безуспешного выхода картины «Добряки» (1979) и отказа в съёмках другой («Знахарь» по повести Александра Борина) Шахназаров решил написать повесть о молодёжи «Курьер», основанную на моментах жизни, которые его окружали. В 1982 году режиссёр отдал её в журнал «Юность», её опубликовали в апрельском номере, и она обрела успех у читателей. Но автор не собирался экранизировать «Курьера». Сделать из повести кино решил попробовать друг Шахназарова, начинающий режиссёр Андрей Эшпай, который в то время искал материал для создания своего первого фильма. Шахназаров был не против, но попросил, чтобы сценарий к фильму написал его друг Александр Бородянский. Получив на руки готовый сценарий, Эшпай подал заявку на фильм в киностудию имени М. Горького в январе 1985 года, но редакторы киностудии не пропустили его заявку по идеологическим причинам, поскольку студия была предназначена для детских и юношеских фильмов.
В апреле 1985 года генеральный секретарь ЦК КПСС Михаил Горбачёв объявил о начале «Перестройки», и главные герои сценариев, ещё вчера считавшиеся антисоветскими, оказались в духе времени. Оценив ситуацию, Бородянский предложил Шахназарову самому экранизировать своего «Курьера». В 1986 году «Курьер» был изрядно переписан со сценаристом Бородянским, и, к удивлению режиссёра, несмотря на разгромную критику партийного комитета КПСС, был утверждён на «Мосфильме». Изменился и сюжет повести, герой стал современнее, а конфликт отцов и детей острее. Отличие между первоисточником и экранизацией заметно и по финалам: повесть заканчивается философским размышлением Ивана о времени и старости, а фильм — встречей Ивана и вернувшегося из Афганистана солдата.
Кроме уже знакомых актёров Шахназаров позвал сниматься в кино тех, с кем ещё не работал. Мать главного героя согласилась сыграть Инна Чурикова, а на роль профессора Кузнецова пригласили Олега Табакова, который долго тянул с ответом и в итоге был заменён на Олега Басилашвили. Роль Кати досталась Анастасии Немоляевой случайно: Шахназаров попросил оператора картины Николая Немоляева позвать свою дочь, чтобы на пробах она подыгрывала актёрам, пришедшим на кастинг на роль Ивана. Катю могли сыграть Ирина Апексимова, Марина Зудина, Алёна Хмельницкая, Ольга Шукшина, Ольга Кабо, Юлия Меньшова, Алика Смехова, Оксана Фандера и Лидия Вележева.
На роль главного героя Ивана пробовались сотни претендентов, среди которых были Дмитрий Харатьян, Дмитрий Певцов, Игорь Верник, Филипп Янковский, Дмитрий Иосифов, Юний Давыдов. А Фёдор Дунаевский попал в фильм случайно. Его одноклассница Анастасия Немоляева, сыгравшая Катю, отнесла фотографии нескольких своих одноклассников на пробы в «Мосфильм» в актёрский отдел. Фёдора пригласили на пробы и затем предложили роль. На пробы Дунаевский заявился в дедушкином пальто, под которым был белый больничный халат, поскольку в то время подросток подрабатывал санитаром на скорой помощи и приехал с ночной смены. На встрече Дунаевский вёл себя дерзко, нахамил режиссёру и раскритиковал все диалоги в сценарии, чем и привлёк внимание к себе, ему предстояло сыграть в картине самого себя. В интервью газете «Труд» (от 8 ноября 1989 года) Шахназаров сказал, что сотрудники киностудии категорически не хотели утверждать на роль Дунаевского, который был резким и острым на язык и из-за этого даже был отчислен из медицинского техникума. Но вскоре всем стало ясно, что выбор исполнителя главной роли верен. Дунаевский был схож со своим персонажем: его родители развелись, когда он учился в старших классах, стоял на учёте в милиции за драки, в институт поступать отказался и устроился на работу дворником. По словам Дунаевского, для него Иван — это Холден Колфилд из романа «Над пропастью во ржи» (1951), он сам проработал этот образ и сыграл его в фильме. Весь текст, который Иван говорит в кадре, актёр придумал сам, поскольку сценарный текст «не шёл» и все фразы казались ему «неестественными». На протяжении всего фильма лицо Ивана не выражает никаких эмоций, это было сделано по задумке режиссёра, все эмоции были добавлены Дунаевским при озвучке.
Фильм был снят на плёнке Шосткинского п/о «Свема». Поскольку съёмки фильма происходили во времена «Перестройки», у съёмочной группы были сложности с подбором подходящего реквизита — модной и элегантной одежды для главной героини Кати Кузнецовой. Ввиду этого актриса Немоляева использовала свои вещи и вещи жены Шахназарова Алёны Сетунской. Эпизод, где Чурикова и Дунаевский вместе поют под гитару — чистая импровизация. На съёмках Дунаевский часто бренчал на гитаре в свободное от работы время, за что его бранили, а в итоге отсняли удачную сцену. Эпизод с Владимиром Меньшовым, где тот рассказывает о своём сыне, накачанном дзюдоисте, который пьёт молоко из банки, был взят из реальной жизни. Эту историю Шахназарову рассказал один из его друзей, и он решил вставить её и в повесть, и в сценарий.
В фильме снялись брейкеры первой волны брейк-данса в СССР. В сцене на берегу песчаного карьера Денис Дубровин («Дэн») и Андрей Мациевич («Цаца») исполнили брейк-данс в стиле «робот». Из рядом стоящего магнитофона звучал трек B.T. & The City Slickers — «Rockit» (1984) (кавер-версия композиции «Rockit» Херби Хэнкока 1983 года). Сцена дискотеки снималась в модном в то время месте — в молодёжном кафе-клубе «У фонтана» (в народе — «Молоко») в Олимпийской деревне, где часто собирались танцоры брейк-данса. В этой сцене снялись танцоры из студии Дома культуры издательства «Правда» под руководством известного циркового режиссёра Валентина Гнеушева: Дмитрий Бабаджанов («Цуня»), Денис Дубровин («Дэн»), Шамиль Курбанов, Ирина Белякова, Александр Рубин, Александр Посвянский, Фёдор Дятлов («Дядя Фёдор» из группы «Вектор» Владимира Рацкевича), Андрей Мациевич («Цаца»), Борис Бахматов («Бахмат»), Елена Бодренкова, Карим Хольфа. Роль ведущего дискотеки исполнил штатный диск-жокей клуба — Михаил Каплан. Чтобы найти массовку для этой сцены, Шахназаров обратился в милицию, где среди неблагополучных подростков приметил юношу, оказавшегося главарём местной дворовой группировки. Его звали Владимир Смирнов, режиссёр утвердил его на роль друга Ивана, Николая Базина. Ещё один известный брейкер Олег Смолин из коллектива «Меркурий» снялся в фильме не в качестве танцора, а в роли каратиста Игоря во время просмотра подростками по видеомагнитофону фильма про боевые искусства. В финальной сцене фильма, снятой под открытым небом во дворе дома на улице Довженко, были вновь задействованы танцоры брейк-данса из студии Дома культуры издательства «Правда». Среди них Борис Бахматов («Бахмат»), Карим Хольфа, Андрей Мациевич («Цаца»), «Джонни», Дмитрий Бабаджанов («Цуня»), Валерий Казаков («Казак» из трио «Союз»), мальчик с прозвищем «Брежнев», Алексей Охотин («Челентано»), Шамиль Курбанов, Ирина Белякова, Елена Бодренкова, Артём Терентьев, Олег Сорокин (из трио «Союз»), Александр Коровников. В качестве музыки для танцев был выбран трек B.T. & The City Slickers — «Rockit» (1984). Известный радиоведущий Александр Нуждин также снялся в этой сцене, но эпизод с ним был вырезан, поскольку в тот момент он проходил практику на УПК по специальности автослесарь и посещал не все съёмочные дни, которых, по его словам, было четыре.
Было несколько удалённых сцен. В финальной сцене герой картины Иван Мирошников присоединился к танцорам брейк-данса и попытался повторить несколько движений, однако эту сцену вырезали при монтаже. Также были удалены сцена, в которой Мирошников во сне получает Нобелевскую премию в окружении журналистов, и сцена, где мама приводит Ивану психолога, которого сыграл актёр Пётр Щербаков (саксофонист из фильма «Мы из джаза»). По мнению Шахназарова, картина до сих пор популярна среди молодёжи, поскольку не стареет её тема: «это история о молодом человеке, который входит в мир и находится с ним в неизбежном конфликте», чтобы «завоевать своё место» в нём.

### Места съёмок
- Рассмотрение дела по разводу родителей Ивана в суде — 7-й Ростовский переулок, Ленинский районный суд, ныне Хамовнический суд г. Москвы [46]
- Катание Ивана с Николаем Базиным на скейтборде — смотровая площадка на Воробьёвых горах[41][10].
- Дом, где проживала Катя с родителями — комплекс зданий страхового общества «Россия»[46].
- Песчаный карьер, где Иван воображал себя туземцем — карьер в Люберецком районе[46].
- Молодёжное кафе — кафе «У фонтана» в Олимпийской деревне[10][46].
- Спортивная площадка, где молодёжь танцует брейк — улица Довженко[2], рядом со школой № 1118. На заднем плане виден знаменитый круглый дом (ул. Довженко, 6)[46]
- Станция метро, на которой Иван встретился с Базиным в вагоне — «Парк культуры» Кольцевой линии, после отправления поезд едет в сторону станции «Октябрьская».

## Критика
Предварительный показ картины в Свердловске начался в кинотеатре «Космос» 18 февраля 1987 года. После показа киновед свердловской газеты «На смену!» Роман Палевич отметил, что в этой картине скепсис и ирония юных современников служит им лишь маской, прикрытием от взрослых. В июне Палевич добавил, что Иван Мирошников не хочет жить, как окружающие его взрослые — бездарно и бездуховно, и ищет свой путь.
7 апреля 1987 года в газете «Советская Россия» критик Эльга Лындина подчеркнула, что несмотря на современную раскованность и дерзкую общительность, Иван Мирошников одинок, отчасти из-за ухода отца из семьи, именно тогда, когда он так необходим сыну.
28 апреля 1987 года в первоуральской газете «Под знаменем Ленина» было отмечено, что фильм ставит непростые вопросы, и с выводами не стоит торопиться.
В 1987 году в апрельском номере журнала «Советский экран» кинокритик Сергей Шумаков назвал главного героя картины «Бастером Китоном эпохи брейк-данса: смешным и необычайно горьким», а саму жизнь сравнил с брейк-дансом, в которой мы порой, сами не замечая, «танцуем».
В 1987 году в майском номере журнала «Новые фильмы» был опубликован анонс фильма «Курьер», согласно которому герой этой лирической комедии — 17-летний выпускник школы, у которого из-за его иронии и скепсиса возникают сложные отношения с взрослыми.
12 мая 1987 года писатель Григорий Симанович в газете «Вечерняя Москва» подытожил, что авторы «Курьера» воссоздали житейскую среду и предложили вглядеться в наших молодых современников и попытаться понять их
В 1987 году в июньском номере журнала «Спутник кинозрителя» кинокритик Юрий Богомолов сделал вывод, что картина вроде бы комедийная, но в итоге получилась довольно драматичной, поскольку молодые люди упустили свою юность и им «нечего будет потом вспомнить».
В 1987 году в июльском номере журнала «Советский фильм» кинокритик Людмила Донец отметила, что всю картину пронизывает «явная мальчишеская насмешка над взрослым миром». Герой пробует устоявшийся взрослый мир на фальшь и истинность царящих в нём идеалов и принципов, чем и создаёт комедийные ситуации.
В 1987 году в сентябрьском номере журнала «Советский экран» киножурналист Наталья Лукиных отметила, что в этот раз Шахназаров отошёл от жанра «музыкальная комедия», в котором сделал две предыдущие картины по сценариям Александра Бородянского — «Мы из джаза» и «Зимний вечер в Гаграх». По мнению Лукиных, авторы «Курьера» обращаются не только к молодому, но и к своему, взрослому поколению, которое своим жизненным примером приучало молодых к равнодушию, пустословию и потребительству.
В 1987 году в июньском номере журнала «Искусство кино» кинокритик Вячеслав Шмыров отметил, что в фильме есть моменты, которые заставляют уважать независимость Ивана, например, девочка Катя разглядела за его дурачествами противостояние лицемерию старших, традиционно проповедующих одни ценности, а живущих — другими.
В 2014 году автор и ведущий радиопрограммы «Радиола» Сергей Сычёв отметил, что фильм в своё время «снискал большую популярность и познакомил с брейк-дансом молодёжь по всей стране».
В 2016 году интернет-издание «Афиша Daily» к 30-летию фильма взяло интервью у Фёдора Дунаевского, героя которого назвало «своеобразным „Братом“ конца 80-х».
В 2017 году журналист английского интернет-издания The Calvert Journal, Михаэль Агафонов, упомянул в статье о советских би-боях о фильме «Курьер», несколько сцен с брейк-дансом из которого послужили бесплатным мастер-классом по танцам для зрителей.
В 2021 году редактор интернет-журнала «Правила жизни» кинокритик Кирилл Горячок назвал картину «культовой».

## Награды
- 10 мая 1987 года фильм получил приз детского жюри и приз ЦК ЛКСМ Грузии «За увлекательное и остроумное решение сложной темы становления личности молодого человека» на XX Всесоюзном кинофестивале в Тбилиси[22].
- 17 июля 1987 года фильм получил «Специальный приз жюри» на конкурсе полнометражных художественных фильмов на Московском международном кинофестивале[23][4][24]. На заседании председатель жюри Роберт Де Ниро хотел присудить Фёдору Дунаевскому «Приз за лучшее исполнение мужской роли», но Георгий Данелия наложил вето на это решение и в результате фильм получил только «Специальный приз жюри»[25].
- В мае 1988 года был выбран «лучшим фильмом 1987 года» читателями журнала «Советский экран», а актёр Фёдор Дунаевский занял четвёртое место на звание «Лучшего актёра года»[26].
- По данным журнала «Советский экран», «Курьер» стал лидером по кассовым сборам среди советских полнометражных фильмов, выпущенных во втором квартале 1987 года: за 12 месяцев проката фильм посмотрело 34 миллиона зрителей[27].
- 17 декабря 1988 года был номинирован на премию «Ника» за лучшую музыку к фильму (композитор Эдуард Артемьев)[28].
- 20 декабря 1988 года был награждён Государственной премией РСФСР имени братьев Васильевых[29].

## Реставрация
В 2001 году фильм был полностью отреставрирован киновидеообъединением «Крупный план» совместно с Научно-исследовательским кинофотоинститутом (НИКФИ). Материалы для реставрации были предоставлены Госфильмофондом России. Результат был выпущен на DVD в 2003 году, затем переиздан в 2006 году. В 2008 году «Крупный план» совместно с киноконцерном «Мосфильм» заново отреставрировал фильм из материалов, предоставленных «Госфильмофонда России», и выпустил его на Blu-ray 27 июля 2011 года. «Мосфильм» также опубликовал эту версию на YouTube 5 августа 2011 года. В 2017 году киноконцерн «Мосфильм» выполнил цифровую реставрацию фильма. В 2020 году журнал «Искусство кино» совместно с «Мосфильмом» выпустил в повторный прокат ранее отреставрированную специалистами киноконцерна картину «Курьер». В сентябре 2021 года «Мосфильм» обновил качество фильма на платформе сервиса YouTube до разрешения 4K, а в названии фильма появилась надпись Full HD.

## Музыка в фильме

### Песни
- «Родительский дом» — Лев Лещенко
- «Трава у дома» — группа «Земляне» (из альбома «Крепче держись, сынок» © 1983)
- «Гололёд» — группа «Машина времени» (из альбома «Реки и мосты»)
- «Shannon’s Eyes» — Джорджо Мородер & Пол Энгеманн (из альбома «Innovisions[англ.]»)
- «212-85-06» — группа «Аквариум» (из альбома «Дети Декабря»)
- «Соловей» — романс на музыку Алябьева, слова Дельвига
- «Always Somewhere» — группа «Scorpions» (из альбома «Lovedrive»)

### Композиции
- «Курьер» — Эдуард Артемьев (композиция записана на FM-синтезаторе Yamaha DX7)[* 1]
- «Rockit» — B.T. & The City Slickers (обработка классического трека Херби Хэнкока). Звучит во время исполнения брейк-данса на берегу песчаного карьера в начале фильма и во дворе дома в конце фильма. Эта версия трека выпускалась американской фирмой K-tel International на сборнике Electric Breakdance (1984) и в Европе на сборниках под общим названием Breakdance (1984)[71]. В том же 1984 году голландские фирмы MCR и Flash выпустили две компиляции с этим треком из серии The New York Street Breakdancers: Electric Boogie и Breakdance Hits[72].
- «Костёр» — «Машина времени» (главный герой наигрывает её на гитаре, перед тем как затем спеть дуэтом с мамой «Траву у дома» группы «Земляне»)
- «Say You’ll Never» — Лиан Росс
- «Концерт для фортепиано с оркестром № 1 ре минор», 1-я часть — Иоганнес Брамс (звуковой фон телепередачи, которую смотрит Иван)
- «Adagio sostenuto» из сонаты для фортепиано № 14 до-диез минор оп. 27 № 2 («Лунная соната») — Л. в. Бетховен
- «Somebody» — Бобби Орландо
- Титры — Эдуард Артемьев

Комментарии
1. ↑  в сборнике «Антология, Ч. 9» название указано как «Музыкальный номер № II»